# Dúbravica
Dúbravica és un poble i municipi d'Eslovàquia que es troba a la regió de Banská Bystrica.

## Història
La primera menció escrita de la vila es remunta al 1400.

## Demografia
| Godina             | 1994 | 2004    | 2014   | 2024   |
| ------------------ | ---- | ------- | ------ | ------ |
| Nombre de persones | 328  | 365     | 395    | 408    |
| Diferència         |      | +11,28% | +8,21% | +3,29% |

| Godina             | 2023 | 2024   |
| ------------------ | ---- | ------ |
| Nombre de persones | 401  | 408    |
| Diferència         |      | +1,74% |